# Isobrachium
Isobrachium is een geslacht van vliesvleugelige insecten van de familie platkopwespen (Bethylidae).

## Soorten
- I. caprae Masi, 1932
- I. hispanicum Cameron, 1881
- I. nigricorne (Nees, 1834)